# Adolf Dürrnberger
Adolf Dürrnberger (4. června 1838 Linec[nedostupný zdroj] – 26. října 1896 Linec) byl rakouský právník a politik německé národnosti, v 2. polovině 19. století poslanec Říšské rady.

## Biografie
Pocházel z rodiny lineckého účetního rady. Vystudoval gymnázium v Linci a pak práva na Vídeňské univerzitě. Působil jako právník. Nastoupil do advokátní kanceláře Dr. Peßlera v Linci. Od ledna 1869 byl samostatným advokátem. Zastával funkci viceprezidenta advokátní komory a předsedy spolku advokátů. Byl veřejně a politicky aktivní. Byl viceprezidentem lineckého muzejního spolku, korespondentem spolku pro umělecké a historické památky, odborným referentem pro botaniku Zemského muzea a prezidentem uměleckého spolku v Linci. Byl rovněž členem správní rady zemské banky pro Horní Rakousy a Salcbursko a ředitelem burzy s ovocem a moukou v Linci. Působil také jako předseda školského spolku Deutscher Schulverein v Linci. Od roku 1873 (podle jiného zdroje od roku 1876) do roku 1888 zasedal v obecní radě v Linci. Politicky patřil mezi německé liberály (tzv. Ústavní strana, liberálně a centralisticky orientovaná).
Byl i poslancem Říšské rady (celostátního parlamentu Předlitavska), kam nastoupil v prvních přímých volbách roku 1873 za kurii městskou v Horních Rakousích, obvod Wels, Urfahr atd. V roce 1873 se uvádí jako Dr. Adolf Dürrnberger, advokát, bytem Linec. V roce 1873 zastupoval v parlamentu ústavověrný blok, v jehož rámci patřil k mladoněmeckému křídlu. Zasadil se o vznik parlamentního Klubu pokroku. V roce 1878 zasedal v poslaneckém Novém klubu pokroku.
Zemřel po dlouhé nemoci v říjnu 1896.